# Caruaru
Caruaru est une ville brésilienne de l'intérieur de l'État du Pernambouc. Caruaru est une ville brésilienne dans l'État de Pernambuco. La ville la plus peuplée à l'intérieur de l'État, elle est située dans la microzone de l’Agreste et en raison de son importance culturelle, elle est communément designée par son peuple la « capital do Agreste » (qui en portugais signifie «la capitale de l'Agreste») et « Princesinha do Agreste » (« Petite princesse de l'Agreste »). La ville est située à 130 kilomètres (70194 miles) de Recife et de son aéroport international. Elle est mondialement connue pour ses festivités de Juin et est aussi appelée la Capitale du Forró. Le Festival de Saint-Jean prend tout le mois de Juin, et se prolonge parfois en Juillet. Il est souvent considéré comme le plus grand Festival de Saint-Jean dans le monde. Cararu avait une population résidente de 402.290 habitants en 2024, qui vit dans une superficie de 921 kilomètres carrés.

## Généralités
La ville accueille un célèbre marché qui attire marchands et touristes de toute la région. Ce marché a été chanté par Luiz Gonzaga et il est inscrit au patrimoine culturel immatériel du Brésil.
Elle a également été évoquée par Bernard Lavilliers dans sa chanson "Sertao".
Caruaru possède un aéroport (code AITA : CAU).

## Géographie
Caruaru se situe par une latitude de 08° 16′ 58″ sud et par une longitude de 35° 58′ 33″ ouest, à une altitude de 650 mètres.
Sa population était de 402 290 habitants au recensement de 2024. La municipalité s'étend sur 921 km2.
Elle est le principal centre urbain de la microrégion de la vallée de l'Ipojuca, dans la mésorégion de l'Agreste du Pernambouc.

## Politique
| Années    | Maire                | Parti politique | Modalités de nomination                                                   |
| --------- | -------------------- | --------------- | ------------------------------------------------------------------------- |
| 1983-1988 | José Queiroz de Lima | PMDB            | Suffrage universel (2ème mandat)                                          |
| 1989-1992 | João Lyra Neto       | PSB             | Suffrage universel (2ème mandat)                                          |
| 2001-2008 | Tony Gel             | PFL             | Suffrage universel (réélu fin 2007 2ème mandat ), démission en avril 2008 |
| 2008      | Neguinho Teixeira    | PSDC            | Intérim à la suite de la démission du maire et de son suppléant           |
| 2009-2016 | José Queiroz de Lima | PDT             | Suffrage universel 3ème mandat (réélu fin 2012 4ème mandat)               |
| 2017-2022 | Raquel Lyra          | PSDB            | Suffrage universel (réélue fin 2020 2ème mandat)                          |
| 2022 et + | Rodrigo Dos Santos   | PSDB            | Suppléant devenu maire après démission de la maire                        |